# Virgínia
|  | Per a altres significats, vegeu «Virginia (Estats Units)». |

Virgínia és una de les quatre mancomunitats entre els 50 estats que conformen els Estats Units d'Amèrica. El nom sencer és la Mancomunitat de Virgínia (en anglès: Commonwealth of Virginia).
Virgínia és un dels 13 estats originals que es van rebel·lar contra el govern britànic a la Guerra d'Independència dels Estats Units i és generalment considerat un dels estats del sud.
Kentucky i Virgínia Occidental eren part de Virgínia a la fundació dels Estats Units. Kentucky era un comtat de Virgínia quan va ser admès com estat el 1792. Virgínia Occidental es va separar de Virgínia durant la Guerra Civil.
Un altre sobrenom de Virgínia és «la Mare de Presidents», perquè vuit presidents van néixer en aquest estat, més que en qualsevol altre, cinc dels quals van ser triats per a un segon mandat: George Washington, Thomas Jefferson, James Madison, James Monroe i Woodrow Wilson. Els altres tres eren William Henry Harrison, John Tyler i Zachary Taylor. Ambdós Harrison i Taylor van morir durant els seus mandats.

## Origen etimològic
Els colons anglesos van batejar aquesta regió nord-americana en honor de la reina Elisabet I d'Anglaterra, "la soltera", el sobrenom de la qual era Virgínia, derivat de "Reina Verge", ja que mai es va casar.

## Població
Els cinc grans grups de població de Virgínia, segons la seva ascendència són els següents: africans (19,6%), alemanys (11,7%), americans sense especificar (11,4%), anglesos (11,1%), i britànics no anglesos: irlandesos, escocesos i irlandesos (9,8%). La majoria dels afroamericans de Virgínia són descendents d'africans esclavitzats que havien treballat en les plantacions de tabac, de cotó i de cànem. Van portar aquests homes i dones des de l'oest de l'Àfrica central, principalment d'Angola i la regió de la gent igbo del delta del Riu Níger, actualment a Nigèria. L'anomenada Gran Migració del segle xx (el trasllat d'aproximadament set milions d'afroamericans del Sud rural al Nord industrial a partir de 1910 i fins a 1970) va reduir la població afroamericana de Virgínia; en els darrers quaranta anys, al contrari, hi va haver una migració inversa de població afroamericana que va retornar a Virgínia i la resta del Sud.
Les muntanyes occidentals tenen molts establiments fundats per immigrants escocesos-irlandesos abans de la Revolució Nord-americana. També hi ha un considerable nombre de persones d'ascendència alemanya a les muntanyes del nord-oest i la vall de Shenandoah. Persones d'herència anglosaxona es van assentar al llarg de l'estat durant el període colonial, i altres d'herència britànica i irlandesa van emigrar allà durant dècades a la recerca d'ocupació.
A causa de la immigració més recent de finals del segle xx i principis del segle xxi, hi ha un ràpid increment de la població hispana (particularment centreamericans) i asiàtica. El 2007, el 6,6% dels habitants de Virgínia eren hispans, el 5,5% asiàtics i l'1,8% amerindis, nadius d'Alaska, nadius hawaians o illencs del Pacífic. La població hispana de l'estat es va triplicar entre 1990 i 2006, dels quals les dues terceres parts viuen a Virginia del Nord. En contrast amb els hispans a escala nacional, els assentats a Virgínia tenen ingressos domèstics mitjans més elevats i majors èxits educatius que els dels Estats Units en general.
Virginia del Nord té la població vietnamita més gran de la costa est, amb aproximadament 48,745 residents vietnamites; l'onada principal d'immigració es va produir després de la Guerra de Vietnam.
Degut a la seva relació amb l'Armada, la zona de Hampton Roads al sud-est de l'estat té una considerable població filipina, estimada en unes 45.000 persones. Dins de Virginia es troba vuit nacions ameríndies (anomenades de vegades "tribus") reconegudes federalment, amb sis altres reconegudes per l'estat.
| \| Dades demogràfiques de Virgínia (csv) \| Dades demogràfiques de Virgínia (csv) \| Dades demogràfiques de Virgínia (csv) \| Dades demogràfiques de Virgínia (csv) \| Dades demogràfiques de Virgínia (csv) \| Dades demogràfiques de Virgínia (csv) \| \| Per Raça \| Blanca \| Negra \| AIAN* \| Asiàtica \| NHPI* \| \| ----------------------------------------------------------------------------- \| ------------------------------------- \| ------------------------------------- \| ------------------------------------- \| ------------------------------------- \| ------------------------------------- \| \| 2000 (població total) \| 75,70% \| 20,54% \| 0,76% \| 4,32% \| 0,15% \| \| 2000 (només hispans) \| 4,17% \| 0,42% \| 0,09% \| 0,07% \| 0,02% \| \| 2005 (població total) \| 74,94% \| 20,65% \| 0,74% \| 5,20% \| 0,16% \| \| 2005 (només hispans) \| 5,44% \| 0,46% \| 0,10% \| 0,09% \| 0,03% \| \| Creixement 2000/05 (població total) \| 5,84% \| 7,49% \| 4,61% \| 28,64% \| 17,09% \| \| Creixement 2000/05 (només no hispans) \| 3,87% \| 7,27% \| 2,22% \| 28,47% \| 15,73% \| \| Creixement 2000/05 (només hispans) \| 39,60% \| 18,30% \| 22,10% \| 38,58% \| 24,16% \| \| *AIAN és amerindi o nadiu d'Alaska; NHPI és hawaià nadiu o illenc del Pacífic \| \| \| \| \| \| | Principals ancestres per comtat       |        |        |          |        |
| \| Dades demogràfiques de Virgínia (csv) \| Dades demogràfiques de Virgínia (csv) \| Dades demogràfiques de Virgínia (csv) \| Dades demogràfiques de Virgínia (csv) \| Dades demogràfiques de Virgínia (csv) \| Dades demogràfiques de Virgínia (csv) \| \| Per Raça \| Blanca \| Negra \| AIAN* \| Asiàtica \| NHPI* \| \| ----------------------------------------------------------------------------- \| ------------------------------------- \| ------------------------------------- \| ------------------------------------- \| ------------------------------------- \| ------------------------------------- \| \| 2000 (població total) \| 75,70% \| 20,54% \| 0,76% \| 4,32% \| 0,15% \| \| 2000 (només hispans) \| 4,17% \| 0,42% \| 0,09% \| 0,07% \| 0,02% \| \| 2005 (població total) \| 74,94% \| 20,65% \| 0,74% \| 5,20% \| 0,16% \| \| 2005 (només hispans) \| 5,44% \| 0,46% \| 0,10% \| 0,09% \| 0,03% \| \| Creixement 2000/05 (població total) \| 5,84% \| 7,49% \| 4,61% \| 28,64% \| 17,09% \| \| Creixement 2000/05 (només no hispans) \| 3,87% \| 7,27% \| 2,22% \| 28,47% \| 15,73% \| \| Creixement 2000/05 (només hispans) \| 39,60% \| 18,30% \| 22,10% \| 38,58% \| 24,16% \| \| *AIAN és amerindi o nadiu d'Alaska; NHPI és hawaià nadiu o illenc del Pacífic \| \| \| \| \| \| | Dades demogràfiques de Virgínia (csv) |        |        |          |        |
| Per Raça | Blanca                                | Negra  | AIAN*  | Asiàtica | NHPI*  |
| 2000 (població total) | 75,70%                                | 20,54% | 0,76%  | 4,32%    | 0,15%  |
| 2000 (només hispans) | 4,17%                                 | 0,42%  | 0,09%  | 0,07%    | 0,02%  |
| 2005 (població total) | 74,94%                                | 20,65% | 0,74%  | 5,20%    | 0,16%  |
| 2005 (només hispans) | 5,44%                                 | 0,46%  | 0,10%  | 0,09%    | 0,03%  |
| Creixement 2000/05 (població total) | 5,84%                                 | 7,49%  | 4,61%  | 28,64%   | 17,09% |
| Creixement 2000/05 (només no hispans) | 3,87%                                 | 7,27%  | 2,22%  | 28,47%   | 15,73% |
| Creixement 2000/05 (només hispans) | 39,60%                                | 18,30% | 22,10% | 38,58%   | 24,16% |
| *AIAN és amerindi o nadiu d'Alaska; NHPI és hawaià nadiu o illenc del Pacífic |                                       |        |        |          |        |

## Història
Entre els pobles amerindis que habitaven l'actual estat de Virgínia hi havia els powhatan, nottaway, meherrin, pohick, monacan, saponi i els cherokees.
A finals del segle xvi, Virgínia era el nom donat a la terra explorada per l'expedició de 1584 de Sir Walter Raleigh per la costa de Nord-amèrica. Inicialment, el nom Virgínia es va aplicar a la costa sencera des de Carolina del Sud fins a Maine. La Companyia Virgínia de Londres (en anglès: the London Virginia Company) es va incorporar el 10 d'abril de 1606 per cèdula reial com una societat anònima (en anglès: joint stock company). La companyia ràpidament va finançar la primera colònia anglesa permanent en el nou món a Jamestown en la colònia de Virgínia el 1607. La segona cèdula reial es va ratificar el 23 de maig de 1609.
El sobrenom de "The Old Dominion" (en català: El Vell Domini) va ser donat per Carles II d'Anglaterra al temps de la restauració perquè mantingué la resistència durant la Guerra Civil Anglesa. Patrick Henry va servir com el primer governador de Virgínia, de 1776 a 1779; i va servir altre mandat de 1784 a 1786. El 12 de juny de 1776 la Convenció de Virgínia va adoptar la Declaració de Drets de Virgínia, que va ser la base de la Carta de Drets (en anglès: Bill of Rights) incorporada a la Constitució dels Estats Units d'Amèrica. La Carta de Drets consisteix en les deu primeres esmenes a la constitució. El 29 de juny de 1776, la convenció va adoptar una constitució que va establir Virgínia com un Commonwealth independent de l'Imperi britànic. La paraula anglesa ‘commonwealth’ vol dir, literalment, un govern per al benestar comunal, és a dir, una mancomunitat.
El 1790 tant Virgínia com Maryland van cedir territori per a formar el Districte de Colúmbia. Per un acte del Congrés dels Estats Units datat el 9 de juliol de 1846, el Congrés va retrocedir l'àrea al sud del Riu Potomac a Virgínia, sent efectiu el 1847. Aquest territori avui dia forma el Comtat d'Arlington i una part de la Ciutat d'Alexandria.
Virgínia era un dels estats que va votar abandonar la unió i ajuntar-se amb els Estats Confederats d'Amèrica durant la Guerra Civil americana. Immediatament al votar abandonar la Unió, uns comtats occidentals es van separar com Kanawha, més tard anomenat, Virgínia Occidental. L'acte va ser confirmat per la Cort Suprema dels Estats Units el 1870.
Virgínia formalment es va reunir amb la Unió el 26 de gener de 1870, després del període de postguerra. Als Estats Units aquesta època es diu "Reconstrucció".
El 13 de gener de 1990, Douglas Wilder es va convertir en el primer afroamericà escollit i investit a l'oficina de Governador d'un estat nord-americà des de Reconstrucció.